# Brad Tapper
Brad Tapper (* 28. April 1978 in Scarborough, Ontario) ist ein ehemaliger kanadischer Eishockeyspieler und derzeitiger -trainer, der seit Mai 2025 als Cheftrainer beim HC Slovan Bratislava aus der slowakischen Extraliga unter Vertrag steht. Im Verlauf seiner aktiven Karriere zwischen 1997 und 2009 bestritt der rechte Flügelstürmer unter anderem 71 Partien für die Atlanta Thrashers in der National Hockey League (NHL). In der Deutschen Eishockey Liga (DEL) bestritt er 214 Spiele für die Nürnberg Ice Tigers, Hannover Scorpions und Iserlohn Roosters. Als Trainer war er ebenfalls unter anderem bereits für die Roosters tätig.

## Karriere

### Spielerkarriere
Tapper spielte zunächst für die Wexford Raiders in der Metro Junior Hockey League. Ab 1997 spielte er für das Team des Rensselaer Polytechnic Institute im Ligabetrieb der National Collegiate Athletic Association. In seiner ersten Spielzeit gehörte auch noch sein Bruder Bryan Tapper zur Mannschaft, der sich in seinem vierten und letzten Jahr an der Hochschule befand. Während seiner Studienzeit zeigte Brad Tapper gute Leistungen und wurde in der Saison 1999/00 bester Torschütze und Topscorer seines Teams. Dennoch wurde er nie im NHL Entry Draft ausgewählt.
Im April 2000 nahmen die Atlanta Thrashers aus der National Hockey League den Kanadier als Free Agent unter Vertrag. In seiner ersten Saison spielte er hauptsächlich für das Farmteam Orlando Solar Bears in der International Hockey League, mit denen er seinen ersten professionellen Titel, den Turner Cup, gewann. Zusätzlich kam Tapper aber auch zu 16 Einsätzen in der NHL. In der Saison 2001/02 spielte er in der American Hockey League für die Chicago Wolves und gewann den Calder Cup. Für die Thrashers bestritt er 20 Partien. In der nächsten Spielzeit absolvierte Tapper, mit 35 Einsätzen, mehr Spiele in der NHL als der Minor League. Überschattet wurde dieser persönliche Erfolg vom Tod seines Teamkollegen und engen Freund Dan Snyder, mit dem er bis dahin in der NHL, AHL und IHL zusammengespielt hatte. Trotz der Ereignisse blieb er zunächst in der Organisation der Atlanta Thrashers für die Saison 2003/04 und wurde bei Wohltätigkeitsaktionen aktiv, ebenso wie Snyder es bis zu seinem Tod tat. Am 6. Januar 2004 wurde Tapper im Tausch mit Daniel Corso zu den Ottawa Senators transferiert und spielte für die Binghamton Senators in der AHL.
Zur Saison 2004/05 unterschrieb er bei den Nürnberg Ice Tigers aus der Deutschen Eishockey Liga. Dort wurde er bester Torschütze und kam bis ins Viertelfinale der Playoffs. Anschließend wechselte der Flügelstürmer für eine Saison zu den Hannover Scorpions, bei denen er nur neun Tore und 30 Punkte erzielte. Am 26. Juni 2006 wurde Tapper von den Philadelphia Flyers aus der NHL verpflichtet, allerdings spielte er aufgrund einer schweren Gehirnerschütterung nur fünfmal für deren Farmteam, die Philadelphia Phantoms aus AHL, bevor er zu den Scorpions zurückkehrte. Weil Hannovers Trainer Hans Zach, trotz laufenden Vertrages, nicht mehr mit ihm plante, musste sich Tapper einen neuen Club für die Saison 2007/08 suchen. Ihm lagen mehrere Angebote vor und er entschied sich für einen Wechsel zu den Iserlohn Roosters. Dies wurde zunächst von den Iserlohner Fans kritisch betrachtet, da sie zwar um Tappers sportliche Qualitäten wussten, er aber auch während seiner Zeit als Scorpion bei Gastspielen in Iserlohn als Provokateur aufgefallen war. Er selbst äußerte bei seiner Verpflichtung: „Ich freue mich auf die neue Herausforderung in Iserlohn. Ich kenne die Halle, die Stimmung und die Fans und freue mich darauf, von diesen Anhängern angefeuert und nicht mehr ausgepfiffen zu werden.“ Die Saison wurde zur erfolgreichsten in der Iserlohner DEL-Geschichte, wozu auch Tapper maßgeblich beitrug. Anschließend verlängerte der Kanadier seinen Vertrag um zwei Jahre bis 2010. Am 19. Dezember 2008 gab der Angreifer bekannt, dass er aus gesundheitlichen Gründen auf unabsehbare Zeit nicht mehr spielen wird. Am 24. Juni 2009 veröffentlichten die Roosters die Meldung, dass Tapper seine Karriere endgültig beenden muss, da es ihm seine gesundheitliche Situation nicht möglich mache, weiterhin als Eishockeyprofi aktiv zu sein. Er traf die Entscheidung auch zum Wohle seiner Familie. Mit persönlichen Worten wendete sich der Stürmer anschließend an die Fans der Roosters und bedankte sich. Er beschrieb seine Zeit im Sauerland als die beste Zeit seiner Karriere, da er dort zum Liebling der Fans geworden sei.

#### International
Mit der kanadischen Nationalmannschaft nahm Tapper an der Weltmeisterschaft 2001 teil, wo er allerdings ohne Einsatz blieb, als die Kanadier im Viertelfinale ausschieden und den fünften Platz belegten. Seine einzigen Länderspieleinsätze hatte er daher im Rahmen des Deutschland Cup 2005. In den drei Spielen des Miniturniers steuerte er eine Torvorlage bei.

### Trainerkarriere
In der Saison 2009/10 übernahm der Kanadier dann seinen ersten Job als Trainer der North York Rangers in der Ontario Junior Hockey League. Er selbst spielte in dieser Juniorenliga, als diese noch Metro Junior Hockey League hieß. Er führte sein Team in die Playoffs, schied dort aber in der ersten Runde aus. Zur Spielzeit 2010/11 übernahm er die Funktion des Assistenztrainers bei den Florida Everblades aus der ECHL und gewann unter Cheftrainer Greg Poss im Jahr 2012 erstmals den Kelly Cup. Nach drei Jahren in Florida wechselte Tapper im Sommer 2013 innerhalb der ECHL als Assistenztrainer zu den Orlando Solar Bears. Zur Saison 2014/15 übernahm er seinen ersten Trainerposten in der American Hockey League und wurde Assistenztrainer der Chicago Wolves. Dort stand er auch im folgenden Jahr unter Vertrag. Weitere Stationen als Assistenztrainer waren die Rochester Americans und Grand Rapids Griffins sowie als Cheftrainer und Diretor of Hockey Operations der Adirondack Thunder aus der ECHL.
In der Saison 2019/20 war er Trainer an der Okanagan Hockey Academy in der Provinz Ontario. Im Dezember 2020 wurde er Assistenztrainer der Iserlohn Roosters und wurde im Februar 2021 zum Cheftrainer befördert. Am 8. Januar 2022 gaben die Iserlohn Roosters bekannt, dass sie Tapper mit sofortiger Wirkung von seinen Aufgaben als Cheftrainer freistellen. Von 2022 bis 2025 war er Assistenztrainer beim ERC Ingolstadt. Im Mai 2025 wurde er als neuer Headcoach des HC Slovan Bratislava vorgestellt.

## Erfolge und Auszeichnungen
| - 2000 ECAC First All-Star Team - 2000 NCAA East Second All-American Team - 2001 Turner-Cup-Gewinn mit den Orlando Solar Bears | - 2002 Calder-Cup-Gewinn mit den Chicago Wolves - 2012 Kelly-Cup-Gewinn mit den Florida Everblades (als Assistenztrainer) |

## Karrierestatistik

### International
Vertrat Kanada bei:
- Weltmeisterschaft 2001

(Legende zur Spielerstatistik: Sp oder GP = absolvierte Spiele; T oder G = erzielte Tore; V oder A = erzielte Assists; Pkt oder Pts = erzielte Scorerpunkte; SM oder PIM = erhaltene Strafminuten; +/− = Plus/Minus-Bilanz; PP = erzielte Überzahltore; SH = erzielte Unterzahltore; GW = erzielte Siegtore; 1 Play-downs/Relegation; Kursiv: Statistik nicht vollständig)